# شوایگهوفن
شوایگهوفن (به آلمانی: Schweighofen) یک شهر در آلمان است که در زودلیشه واینشتراسه واقع شده‌است. شوایگهوفن ۵۵۸ نفر جمعیت دارد.